# Brownton
Brownton és una població dels Estats Units a l'estat de Minnesota. Segons el cens del 2000 tenia 807 habitants.

## Demografia
Segons el cens del 2000, Brownton tenia 807 habitants, 313 habitatges, i 210 famílies. La densitat de població era de 820 habitants per km².
Dels 313 habitatges en un 34,8% hi vivien nens de menys de 18 anys, en un 56,9% hi vivien parelles casades, en un 7,7% dones solteres, i en un 32,9% no eren unitats familiars. En el 29,1% dels habitatges hi vivien persones soles el 15,3% de les quals corresponia a persones de 65 anys o més que vivien soles. El nombre mitjà de persones vivint en cada habitatge era de 2,55 i el nombre mitjà de persones que vivien en cada família era de 3,2.
Per edats la població es repartia de la següent manera: un 28,6% tenia menys de 18 anys, un 7,2% entre 18 i 24, un 27,6% entre 25 i 44, un 19,2% de 45 a 60 i un 17,3% 65 anys o més.
L'edat mediana era de 36 anys. Per cada 100 dones de 18 o més anys hi havia 90,1 homes.
La renda mediana per habitatge era de 36.932 $ i la renda mediana per família de 48.500 $. Els homes tenien una renda mediana de 32.292 $ mentre que les dones 23.177 $. La renda per capita de la població era de 17.290 $. Entorn del 5,2% de les famílies i el 9,3% de la població estaven per davall del llindar de pobresa.

## Poblacions més properes
El següent diagrama mostra les poblacions més properes.